# مس میکلسن
مَس دیتمان میکِلسِن (دانمارکی: Mads Dittmann Mikkelsen؛ ‏ دانمارکی: [ˈmæs ˈmikl̩sn̩] ()؛ زادهٔ ۲۲ نوامبر ۱۹۶۵) بازیگر دانمارکی است. او که در آغاز یک ژیمناست و رقصنده بود، پس از بازی در چندین فیلم در دانمارک شناخته شد که از آن جمله می‌توان به ایفای نقش «تونی»، فروشندهٔ مواد مخدر در دو فیلم موادفروش و موادفروش ۲ (۱۹۹۶ و ۲۰۰۴)، کارآگاه گروهبان «آلن فیشر» در سریال تلویزیونی واحد سیار (۲۰۰۰–۲۰۰۴)، «نیلس» در تا ابد عاشقت هستم (۲۰۰۲)، «سِوند» در قصاب‌های سبز (۲۰۰۳)، «ایوان» در سیب‌های آدم (۲۰۰۵) و «یاکوب» در بعد از عروسی (۲۰۰۶) اشاره کرد.
میکلسن پس از بازی در نقش شیفره در بیست و یکمین فیلم جیمز باند با عنوان کازینو رویال به شهرت جهانی رسید. نقش‌های مهم دیگر او، ایگور استراوینسکی در کوکو شنل و ایگور استراوینسکی، یوهان فریدریش اشترونزه در یک رابطه سلطنتی، لوکاس در شکار (برندهٔ جایزه بهترین بازیگر مرد جشنواره کن در شصت و پنجمین دورهٔ این جشنواره)، هانیبال لکتر در هانیبال، کسلیوس در دکتر استرنج، گلن اِرسو در روگ وان، کلیف اونگر در بازی ویدئویی دث استرندینگ (به کارگردانی هیدئو کوجیما) و مارتین در یک دور دیگر (نامزد دریافت جایزه بفتای بهترین بازیگر نقش اول مرد) هستند.
روزنامه‌نگار و منتقد فیلم ای.او. اسکات در نیویورک تایمز دربارهٔ او گفت که میکلسن در صحنهٔ هالیوود به «بازیگری قابل اعتماد با رخساری جذاب و فریبا» مبدل شده‌است، اما از منظر درونی «او چیز دیگری است: یک ستاره، یک اصل بدیهی و حقیقت آشکار، چهره‌ای از احیای مجدد سینمای دانمارک.»

## اوایل زندگی

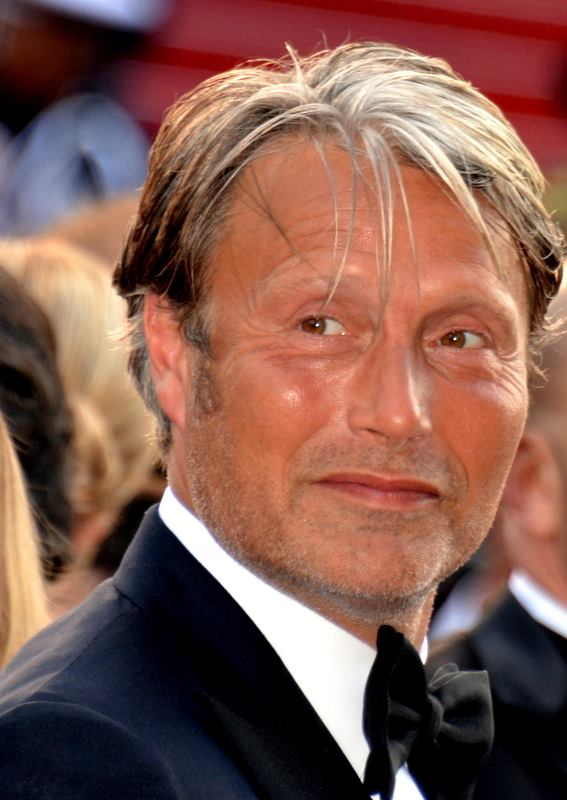
میکلسن در جشنواره فیلم کن ۲۰۱۶

میکلسن در ۲۲ نوامبر ۱۹۶۵ در محلهٔ اوستربرو در کپنهاگ دانمارک زاده شد. مادرش «بنته کریستیانسن» یک پرستار و پدرش «هنینگ میکلسن» در آن هنگام کارمند بانک بود. (پدرش اینک رانندهٔ تاکسی است). او و برادر بزرگترش لارس میکلسن در محلهٔ نوربرو بزرگ شدند.
در نوجوانی، او آموزش‌های ژیمناستیک دید و می‌خواست در سطح قهرمانی در این ورزش فعالیت کند، اما پس از فارغ‌التحصیلی از دبیرستان، در سال ۱۹۸۴ به یک گروه هنری رقص پیوست و به مدت ۸ سال با این گروه رقص مدرن اجراهای متعددی را در سالن‌های نمایش معتبر از جمله در سیرکوس‌رِویئین به نمایش گذاشت. او سپس به‌مدت یکسال برای ادامهٔ تحصیل در رشتهٔ هنری رقص به «آکادمی باله» در یوتبری رفت و در همین هنگام بود که زبان سوئدی را نیز به‌خوبی فرا گرفت. در همین کلاس‌های رقص او با هانه یاکوبسن آشنا شد و در سال ۲۰۰۰ با هم ازدواج کردند. او در این مدت دو بار هم به نیویورک و کلاس‌های آموزش رقص مارتا گراهام رفت وبه مدت یک دهه، یک هنرمند حرفه‌ای رقص باقی ماند تا آنکه کم‌کم متوجه شد که بیشتر به جنبه‌های دراماتیک اجراها علاقه دارد و دوست دارد بازیگر شود. وی به‌منظور یادگیری هنر بازیگری، رقص را رها کرد و در سال ۱۹۹۳ به «مدرسهٔ تئاتر و نمایش آرهوس» واقع در شهر آرهوس رفت و حرفهٔ بازیگری‌اش از اینجا شروع شد.

## حرفه

### ۱۹۹۶ تا ۲۰۰۵
نخستین حضور میکلسن در سینما، بازی در نقش یک فروشندهٔ مواد مخدر در فیلم موفقِ نیکلاس ویندینگ رفن به نام موادفروش بود که در دنبالهٔ فیلم نیز تکرار شد. او در فیلم‌های مشهور دانمارکی، بیشتر نقش‌های حاشیه‌ای و غالباً کمدی را ایفا می‌کرد. در سال ۱۹۹۹ وی در کنار کیم بودنیا، نقش «لِنی» را که شخصیت اصلی بلیدر بود، بازی کرد که یک متخصص خجالتی فیلم را به تصویر می‌کشید که از اختلال شخصیت دوری‌گزین رنج می‌برد. در سال ۲۰۰۰، وی در کنار سورن پیلمارک، اولریش تامسن، نیکولای لی کاس در فیلم نورهای سوسوزننده به کارگردانی آندرس توماس ینسن ظاهر شد. سال بعد نیز میکلسن، با بازی در فیلم درام کوتاه و بلند شهرت بیشتری یافت.
در سال ۲۰۰۲، میکلسن در فیلم قلب‌های باز، نقش یک پزشک جوان را بازی کرد عاشق دوست دختر یکی از بیمارانش می‌شود و برای میکلسن نامزدی جوایز بودیل و روبرت را برای بهترین بازیگر مرد در سال ۲۰۰۳ در پی داشت. او بابت همین نقش برندهٔ جایزهٔ بهترین بازیگری در جشنواره فیلم روآن نوردیک شد. میکلسن در سال ۲۰۰۳ نقش اصلی فیلم کوتاه «اکنون» را ایفا کرد که در آن، مردی همسر و فرزندش را ترک می‌کند. وی همچنین نقش مقابل نیکولای لی کاس را در فیلم قصاب‌های سبز ایفا نمود که در قالب یک شاگرد قصاب یتیم در شهری کوچک ظاهر می‌شود که در آن، تهیهٔ گوشت انسان، تخصص این قصابی است و بابت این نقش، برندهٔ جایزهٔ فانتاسپورتوی بهترین بازیگر مرد شد. کمی بعد، در فیلم اسپانیایی تورمولینوس ۷۳ به کارگردانی پابلو برگر ظاهر شد که در آن نقش یک فروشنده بدخلق دائرةالمعارف، که به بهانهٔ فروش دائرةالمعارف‌های سمعی و بصری دربارهٔ تولید مثل جنسی انسان، درواقع فیلم پورنو را به کشورهای اسکاندیناوی صادر می‌کند. این فیلم اگرچه در اسپانیا به موفقیت خوبی دست یافت، اما در کشورهای اسکاندیناوی استقبال ضعیفی از آن شد.
وی در سال ۲۰۰۴، نقش «تونی» فروشندهٔ مواد مخدر را موادفروش ۲ تکرار کرد که برایش جایزهٔ بودیل بهترین بازیگر نقش اصلی مرد، جایزهٔ زولوی بهترین بازیگر مرد و جایزهٔ روبرت بهترین بازیگر مرد را به‌دنبال داشت. یک منتقد سینما، چهرهٔ وی را در برابر آینه در فیلم، به چهرهٔ رابرت دنیرو در فیلم راننده تاکسی تشبیه کرد. در سال ۲۰۰۵ میکلسن یک «کشیش محلی غیرمتعارف» به نام «ایوان» را در فیلم سیب‌های آدم به تصویر کشید که یک نئونازی (با بازی اولریش تامسن) را که به انجام خدمات اجتماعی و پخت پای سیب محکوم شده، به چالش می‌کشد.
نقش برجسته و طولانی‌مدت نیکلسن در سریال جنایی واحد سیار به کارگردانی نیلز آردن اوپلو رقم خورد و برایش جایزهٔ بهترین بازیگر نقش مرد در جشنوارهٔ تلویزیونی دانمارک را به ارمغان آورد. این سریال ۳۲ قسمتی حدود ۴ سال ادامه داشت. شهرت جهانی او با ایفای نقش «تریستان» در فیلم آرتور شاه به کارگردانی جری بروکهایمر بیشتر شد که با وجود نقدهای منفی، موفقیت تجاری خوبی داشت.

### ۲۰۰۶ تا ۲۰۱۰

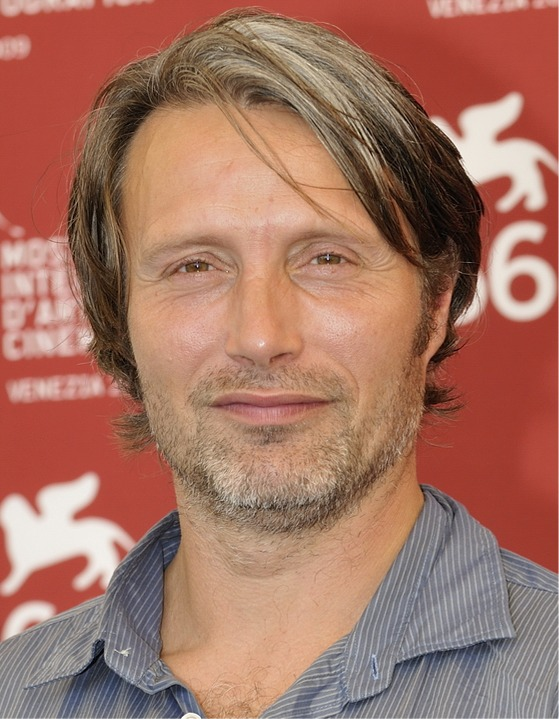
میکلسن در جشنواره فیلم ونیز در سال ۲۰۰۹ میلادی

در سال ۲۰۰۶، میکلسن در کنار استینه استینگده و یانا پلودکووا در فیلم تحسین‌شدهٔ پراگ به کارگردانی اوله کریستیان مدسن هنرنمایی کرد که برندهٔ جایزهٔ زولوی بهترین بازیگر مرد و نامزد دریافت جایزهٔ بودیل و جایزهٔ رابرت بهترین بازیگر مرد شد. ادی کاکرل از مجلهٔ ورایتی نوشت که میکلسن «چهرهٔ خشک و جدی» خود را در اجرایی «برجسته» نشان داد. در همان سال، میکلسن به اولین موفقیت بین‌المللی تحسین شده خود در نقش «شیفره» در بیست و یکمین فیلم جیمز باند کازینو رویال دست یافت. میکلسن گفته بود که چنان آسان و سریع برای این نقش انتخاب شد که حتی دنیل کریگ از وی پرسیده بود که آیا برای به‌دست آوردن این نقش با کسی هم‌خوابه شده‌است یا خیر. او دربارهٔ انتخاب بازیگران گفت: «آنها درس‌شان را خوب بلد بودند، کارهای من را دیده بودند، بنابراین بد نشد، فقط آخرش کمی ضدحال بود، چون من آماده بودم که کارهای بیشتری را برایشان انجام دهم، اما … [شانه بالا می‌اندازد] … به هر جهت جزء تیم بازیگری شدم.» میکلسن همچنین افزود چون او پیش از آن در دانمارک یک ستاره بزرگ سینما بود، این موفقیت بین‌المللی، تأثیر چندانی بر حرفه او نگذاشت. راجر ایبرت به حس تعلیق در صحنهٔ رویارویی میکلسن با جیمز باند در طول بازی پوکر اشاره کرد، که در آن از چشم چپ «شیفره» قطره‌های اشک خونین می‌آید. دیوید ادلستین از مجلهٔ نیویورک گفت: «میکلسن پلاک‌های مستطیلی‌شکل بازی را طوری میان انگشتان خود می‌چرخاند که گویی نژاد جدیدی از آخوندک است. شیفره [شخصیتی] وحشت‌انگیز و خونخوار است». در سال ۲۰۰۶، میکلسن نقش اصلی درام دانمارکی بعد از عروسی را به عهده گرفت که نامزد دریافت جایزه اسکار بهترین فیلم بین‌المللی شد و برای میکلسن جایزهٔ بهترین بازیگر مرد جشنواره بین‌المللی فیلم پام اسپرینگز و جایزه فیلم اروپا بهترین بازیگر نقش اول مرد را به ارمغان آورد. نیویورک تایمز دربارهٔ او نوشت که میکلسن در صحنهٔ هالیوود به «بازیگری قابل اعتماد با رخساری جذاب و فریبا» مبدل شده‌است، اما از منظر درونی «او چیز دیگری است: یک ستاره، یک اصل بدیهی و حقیقت آشکار، چهره‌ای از احیای مجدد سینمای دانمارک.»
در سال ۲۰۰۸، میکلسن نقش یورن اوئن اشمیت را در فیلم شعله و لیمو در کنار توره لینهارت و استینه استینگده ایفا نمود که اقتباسی آزاد از وقایع حقیقی دربارهٔ دو مبارز و چریک فعال جنبش مقاومت دانمارک در جنگ جهانی دوم بود. مایکل اوسالیوان از واشینگتن پست شخصیت میکلسن و لینهارت را به بوچ کسیدی و ساندنس کید تشبیه کرد و افزود «این فیلم، دربارهٔ دو یاغی خوش‌تیپ مسلح است. فیلمی با روند تُند، شیک و مهیج.» در سال ۲۰۰۸ میکلسن صداپیشگی شخصیت «شیفره» را در بازی ویدئویی ۰۰۷: ذره‌ای آرامش به عهده گرفت و در نقش «شیفره» در «همایش شرورهای ۰۰۷» در برگنتس اتریش ظاهر شد که توسط شرکت ساعت‌سازی سواچ برگزار شده بود. یک سال بعد که میکلسن به عنوان یکی از شهوت‌انگیزترین بازیگران مرد اروپا معروف شده بود، در نقش ایگور استراوینسکی آتشین‌مزاج در مقابل آنا موگلالیس در فیلم تحسین‌شدهٔ کوکو شنل و ایگور استراوینسکی به کارگردانی یان کونن بازی کرد که براساس روابط عاشقانه بین این آهنگساز نامدار و طراح مشهور لباس کوکو شانل ساخته شده بود. مجلهٔ امپایر از آن به عنوان «یک فیلم خیره کننده بصری [که] به روابط نامشروع شنل و استراوینسکی در دهه ۱۹۲۰ فرانسه می‌پردازد»، یاد کرد. فیلیپ فرنچ از روزنامهٔ آبزرور این فیلم را «زیبا، هوشمند و سطحی، همچون یک جام شیشه‌ای که در نگاه اول مانند یک دریاچه عمیق به نظر می‌رسد» توصیف کرد، و اظهار داشت که «استراوینسکیِ میکلسن با کوکو شانلِ موگلالیس همخوانی دارد که هر دو به یک اندازه مدرن و خودخواه جذاب هستند.» پس از این فیلم، میکلسن دوباره بازی در نقش‌های اکشن خشن را به عهده گرفت و در نقش «رفن»، یک جنگاور نورس در جنگ‌های صلیبی در فیلم خیزش والهالا و همچنین «دراکو»، رئیس از خودگذشتهٔ نگهبانان پادشاه در فیلم برخورد تایتان‌ها ظاهر شد. فیلم خیزش والهالا تماماً در اسکاتلند فیلم‌برداری شد.

### ۲۰۱۱ تاکنون

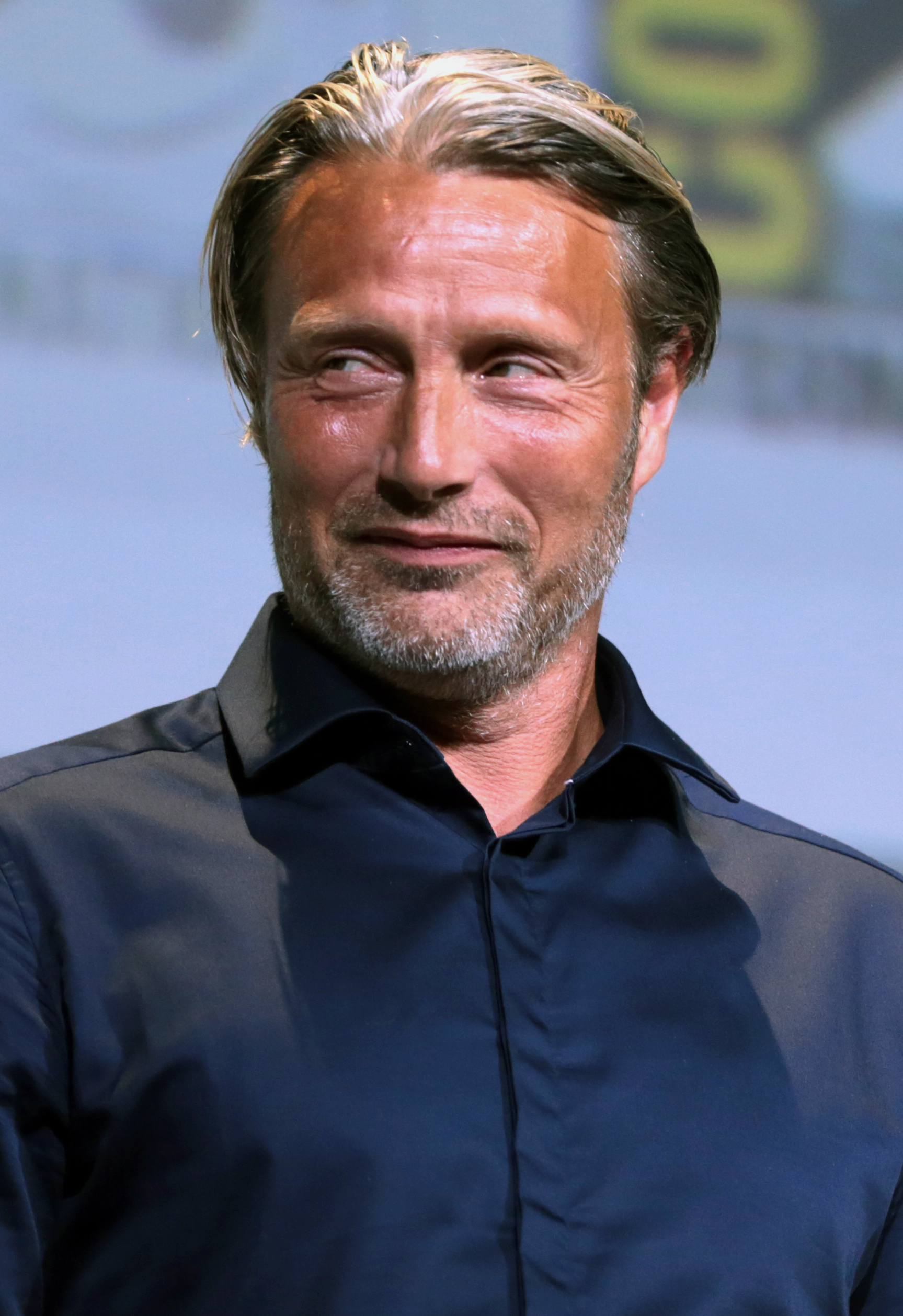
میکلسن در کامیک-کان سن دیگو در سال ۲۰۱۶ میلادی

در سال ۲۰۱۱ میلادی، میکلسن نقش «کنت دو روشفور» را در فیلم سه تفنگدار بازی کرد که در گیشه موفق بود اما با نقدهای منفی منتقدان مواجه شد. در سال ۲۰۱۲، وی در فیلم شکار هنرنمایی کرد که برایش جایزه بهترین بازیگر مرد جشنواره کن را در شصت و پنجمین دورهٔ این جشنواره به ارمغان آورد. وی نقش یک معلم مدرسه را بازی کرد که به اشتباه متهم به سوءاستفاده جنسی از کودکان می‌شود. میکلسن بابت ایفای این نقش، نامزد دریافت جوایز فیلم اروپا برای بهترین بازیگر مرد و همچنین جایزهٔ بازیگر مرد سال حلقه منتقدان فیلم لندن شد. در همان سال، او در فیلم یک رابطه سلطنتی ظاهر شد که نامزد دریافت جایزه اسکار بهترین فیلم بین‌المللی در هشتاد و پنجمین دوره جوایز اسکار شد. در این فیلم، او نقش پزشک برجستهٔ آلمانی یوهان فریدریش اشترونزه را بازی کرد که حین درمان کریستیان هفتم پادشاه دانمارک-نروژ، وارد رابطهٔ عاشقانه‌ای با «کارولین ماتیلده» ملکهٔ دانمارک-نروژ می‌شود. این فیلم یکی از پرخرج‌ترین فیلم‌های تاریخ سینمای دانمارک محسوب می‌شود که بیشتر به دلیل لباس‌های پُر زرق و برق و تجملی آن بود و مورد استقبال منتقدان واقع شد. میکلسن دربارهٔ این نقشِ خود گفت: «خودم متعجب شدم که چقدر پس از خواندن فیلم‌نامه، احساساتی شدم. آن هم برای یک درام تاریخی مقطعی. فیلم‌نامه پر است از دو راهی و تنگنای تصمیم‌گیری. این پزشک هم پادشاه را دوست دارد و هم عاشق ملکه شده‌است و در عین حال همچنان سیاستمدار است. سعی می‌کند دیدگاه بسته خود را دگرگون کند، اما ناگهان دقیقاً همان کارهایی را انجام می‌دهد که از همه درباریان دیگر به خاطر انجام آنها متنفر بود، و من فکر کردم که این جالب و بسیار انسانی بود.» در سال ۲۰۱۲، میکلسن همچنین به‌عنوان «فرد سال» انجمن آمریکایی دانمارک انتخاب شد.
میکلسن در سریال تلویزیونی هانیبال محصول ان‌بی‌سی، نقش هانیبال لکتر را در کنار هیو دنسی (در نقش «ویل گراهام») بازی کرد. این سریال مورد تحسین منتقدان بود و آنان بازی میکلسن را در این نقش ستودند. میکلسن در آغاز مردد بود که نقش را بپذیرد یا خیر، چرا که معتقد بود تصویرسازی آنتونی هاپکینز از این شخصیت، «بی‌نقص و کامل» بود. وی دربارهٔ این نقشش گفت: لکتر یک روان‌آزار یا قاتل زنجیره‌ای اصیل نیست. به نظر من او همانقدر نزدیک به شیطان است که نزدیک به فرشتگان مغضوب است. او زیبایی را در مرگ می‌بیند و هر روز برایش، روز جدیدی است، مملو از فرصت‌های نو.»
در سال ۲۰۱۳، او در فیلم چارلی کانتریمن در کنار شایا لباف و ایوان ریچل وود به ایفای نقش پرداخت که برای نخستین بار در جشنواره فیلم ساندنس بر روی پرده رفت. در انتهای همین سال، او نقش اصلی دوران قیام: افسانه مایکل کولهاس را به عهده گرفت که در جشنواره فیلم کن ۲۰۱۳ اکران شد. در سال ۲۰۱۴ او در فیلم وسترن دانمارکی رستگاری ظاهر شد. میکلسن همچنین در یکی از موزیک ویدئوهای ریانا، نقش حسابدارش را بازی می‌کند و عبارت «پتیاره» در این ترانه، اشاره به شخصیت اوست که از ریانا دزدی می‌کند.
در سال ۲۰۱۶، میکلسن یکی از داوران بخش رقابت‌های اصلی جشنواره فیلم کن ۲۰۱۶ بود. در اکتبر ۲۰۱۶، نقش کاسیلیوس را در فیلم دکتر استرنج در کنار بندیکت کامبربچ و تیلدا سوینتن ایفا نمود. با آنکه شخصیت کاسیلیوس را به خاطر استفاده ناچیز و همچنین ارائه «یک شخصیت بد کلیشه‌ای» دیگر مورد انتقاد قرار دادند، اما بازی میکلسن در این نقش مورد توجه منتقد فیلم مت زالر سایتز در وبگاه راجر ایبرت واقع شد: «میکلسن در شوخی کردن استاد است در حالی که خط‌به‌خط فیلم‌نامه را با تخیل و احساس ارائه می‌دهد. او آگاه، باهوش و حتی ناقلا و شیطان است، ترکیبی از ویژگی‌های عملکردی که ترکیب آنها با موفقیت اغلب دشوار است.» در دسامبر ۲۰۱۶ میکلسن نقش یک دانشمند و پدر جین ارسو به نام گالن اِرسو را در فیلم اپرای فضایی روگ وان بازی کرد. در سال ۲۰۱۸ او در فیلم دلهره‌آور شمالگان به کارگردانی جو پیانا حضور یافت. میکلسن همچنین یکی از بازیگران فیلم آشوب مدام به کارگردانی داگ لیمان بود.
میکلسن در بازی ویدئویی دث استرندینگ به کارگردانی هیدئو کوجیما نیز نقشی ایفا نمود. در سال ۲۰۱۸ او یک نقش مکمل در بر دروازه ابدیت به کارگردانی جولیان اشنابل داشت و همبازی ویلم دفو بود. در سال ۲۰۱۹ میکلسن در فیلم قطبی به کارگردانی یوناس اوکرلوند بازی کرد. این فیلم در راتن تومیتوز به نمره ۱۹٪ (بر پایهٔ ۴۷ نقد) دست یافت. میکلسن در تبلیغی شرکت آبجوسازی کارلزبرگ در بریتانیا هم ظاهر شد. اعلام کرد که محصول جدید این شرکت به گونه‌ای تولید می‌شود که شبیه پیلزنر دانمارکی است.
در نوامبر ۲۰۲۰ میکلسن اعلام کرد که مشغول مذاکرات اولیه با برادران وارنر جهت ایفای نقش گلرت گریندل‌والد در جانوران شگفت‌انگیز: اسرار دامبلدور است که قرار است جایگزین جانی دپ شود که دادگاه رفع افترای خود را باخته بود. در ۲۵ نوامبر، برادران وارنر تأیید کرد که میکلسن این نقش را بازی خواهد کرد و فیلم‌برداری آن پیش‌تر شروع شده بود. این فیلم نظرات ضد و نقیضی را از طرف منتقدان دریافت کرده است.
در آوریل ۲۰۲۱، میکلسن به تیم بازیگران فیلم ایندیانا جونز و گردانه سرنوشت (۲۰۲۳) پیوست. او گفته که فیلم‌نامه این اثر «همه‌چیزی بود که آرزو داشتم باشد.»

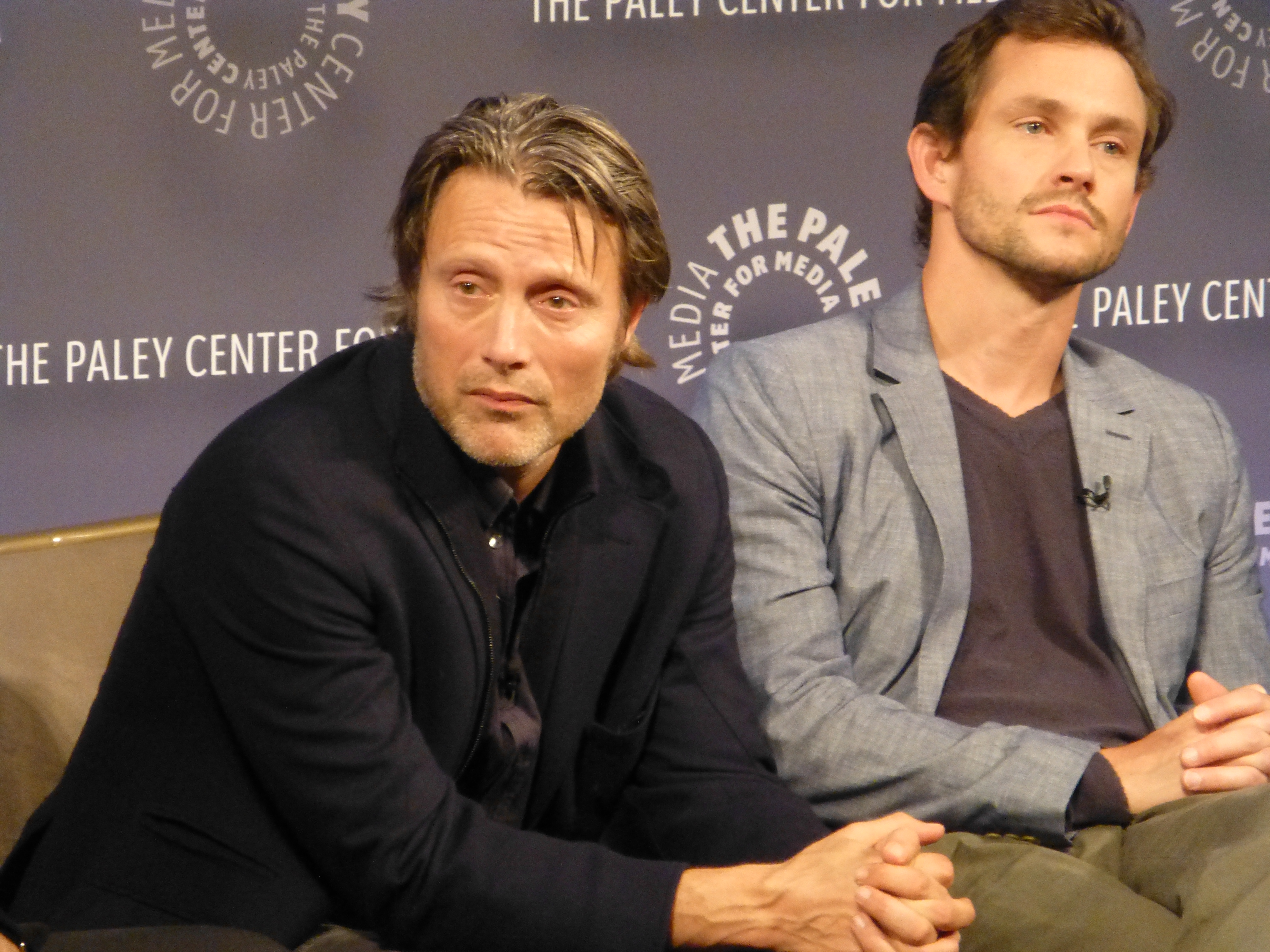
میکلسن در کنار هیو دنسی، شخصیت ضدِ قهرمان سریالِ هانیبال در نیویورک، برای تبلیغ این مجموعهٔ تلویزیونی

## زندگی خصوصی
در سال ۲۰۰۰، میکلسن با هانه یاکوبسن، طراح رقص ازدواج کرد که از سال ۱۹۸۷ با او رابطه داشت. آنها با هم، یک دختر به نامِ ویولا (متولد ۱۹۹۲) و یک پسر به نامِ کارل (متولد ۱۹۹۷) دارند.
میکلسن تمام عمر خود را در کپنهاگ زندگی کرده‌است، به‌جز هنگامی که برای فیلمبرداری سریال هانیبال در تورنتو زندگی می‌کرد. هم‌اکنون او در دانمارک مستقر است، اما زمان زیادی را هم با خانواده‌اش در جزیرهٔ مایورکای اسپانیا می‌گذراند و در آنجا خانه‌ای دارد.
او اغلب در نظرسنجی‌ها در دانمارک به عنوان «سکسی‌ترین مرد» دانمارک انتخاب می‌شود. میکلسن بی‌دین است.

## افتخارها
میکلسن در ۱۵ آوریل ۲۰۱۰ به مقام «شوالیه» دَنِـبرو مفتخر شد. در آوریل ۲۰۱۶ نیز، دولت فرانسه، به وی نشان شوالیه هنر و ادب اهدا کرد.

## فیلم‌شناسی

### سینما
| Not yet released | رنگ زرد و صلیب درون آن به آثاری اشاره دارد که هنوز منتشر نشده‌اند. |

| سال        | عنوان                             | نقش                    | یادداشت              |
| ---------- | --------------------------------- | ---------------------- | -------------------- |
| ۱۹۹۶       | بلومسترفانن                       | مکس                    |                      |
| ۱۹۹۶       | موادفروش                          | تونی                   |                      |
| ۱۹۹۶       | کافه هکتور                        | آندرس                  | فیلم کوتاه           |
| ۱۹۹۸       | وجه خطرناک                        | جیمی                   |                      |
| ۱۹۹۸       | فرشته شب                          | رانی گالوی             |                      |
| ۱۹۹۹       | تام مریت                          | المر کار               | فیلم کوتاه           |
| ۱۹۹۹       | بلیدر                             | لنی                    |                      |
| ۲۰۰۰       | نورهای سوسوزننده                  | آرنه                   |                      |
| ۲۰۰۱       | دنیای مُـنا                        | کسپر                   |                      |
| ۲۰۰۱       | شرکت هیولاها                      | رندال                  | صداپیشه دانمارکی     |
| ۲۰۰۱       | کوتاه و بلند                      | جیکوب                  |                      |
| ۲۰۰۲       | من دینا هستم                      | نایلز                  |                      |
| ۲۰۰۲       | تا ابد عاشقت هستم                 | نایلز                  |                      |
| ۲۰۰۲       | ویلبر می‌خواهد خودش را بکشد        | هورست                  |                      |
| ۲۰۰۳       | نو                                | جوانی جیکوب            | فیلم کوتاه           |
| ۲۰۰۳       | پسر زیرین                         | فار                    | فیلم کوتاه           |
| ۲۰۰۳       | قصاب‌های سبز                       | اسوند                  |                      |
| ۲۰۰۳       | تورِمولینوس ۷۳                     | مگنوس                  |                      |
| ۲۰۰۴       | شاه آرتور                         | تریستان                |                      |
| ۲۰۰۴       | موادفروش ۲                        | تونی                   |                      |
| ۲۰۰۵       | سیب‌های آدم                        | ایوان                  |                      |
| ۲۰۰۶       | بعد از عروسی                      | یاکوب پترسن            |                      |
| ۲۰۰۶       | پراگ                              | کریستوفر               |                      |
| ۲۰۰۶       | خروج                              | توماس                  |                      |
| ۲۰۰۶       | ماشین‌ها                           | چیک هیک                | صداپیشه              |
| ۲۰۰۶       | کازینو رویال                      | لا شیفره               |                      |
| ۲۰۰۸       | شعله و لیمو                       | لیمو                   |                      |
| ۲۰۰۹       | کوکو شنل و ایگور استراوینسکی      | ایگور استراوینسکی      |                      |
| ۲۰۰۹       | خیزش والهالا                      | یک-چشم                 |                      |
| ۲۰۰۹       | در                                | دیوید آندرناخ          |                      |
| ۲۰۱۰       | برخورد تایتان‌ها                   | دراکو                  |                      |
| ۲۰۱۰       | مومین‌ها و تعقیب ستاره دنباله‌دار   | اسنیف                  | صداپیشه              |
| ۲۰۱۱       | سه تفنگدار                        | کاپیتان ریشفورت        |                      |
| ۲۰۱۲       | یک رابطه سلطنتی                   | یوهان فریدریش اشترونزه |                      |
| ۲۰۱۲       | شکار                              | لوکاس                  |                      |
| ۲۰۱۲       | ادامه بده                         | مارک                   |                      |
| ۲۰۱۳       | چارلی کانتریمن                    | نایجل                  |                      |
| ۲۰۱۳       | دوران قیام: افسانه مایکل کولهاس   | مایکل کولهاس           |                      |
| ۲۰۱۴       | رستگاری                           | یان یانسن              |                      |
| ۲۰۱۵       | انسان و مرغ                       | الیاس                  |                      |
| ۲۰۱۶       | دکتر استرنج                       | کایسیلوس               |                      |
| ۲۰۱۶       | شبح                               | شبح                    | فیلم کوتاه           |
| ۲۰۱۶       | روگ وان                           | گالن ارسو              |                      |
| ۲۰۱۸       | شمالگان                           | اورگارد                |                      |
| ۲۰۱۸       | بر دروازه ابدیت                   | کشیش                   |                      |
| ۲۰۱۹       | قطبی                              | دانکان ویزالا          |                      |
| ۲۰۲۰       | یک دور دیگر                       | مارتین                 |                      |
| ۲۰۲۰       | سواران عدالت                      | مارکوس                 |                      |
| ۲۰۲۱       | آشوب مدام                         | شهردار دیوید پرنتیس    |                      |
| ۲۰۲۲       | جانوران شگفت‌انگیز: اسرار دامبلدور | گلرت گریندل‌والد        |                      |
| ۲۰۲۳       | ایندیانا جونز و گردانه سرنوشت     | دکتر یورگن فولر        |                      |
| ۲۰۲۳       | سرزمین موعود                      | لودویگ فون کالن        |                      |
| ۲۰۲۴       | موفاسا: شیرشاه                    | کیروس                  | صداپیشگی             |
| اعلام نشده | خاکروبه                           | نامشخص                 | در مرحلهٔ پس از تولید |

### تلویزیون
| سال          | عنوان     | نقش          | توضیحات           |
| ------------ | --------- | ------------ | ----------------- |
| ۲۰۰۰ تا ۲۰۰۴ | واحد سیار | آلن فیشر     | ۳۲ قسمت           |
| ۲۰۰۵         | یولیه     | هارالد       | ۴ قسمت            |
| ۲۰۰۵         | دلقک      | مَـس          | قسمت: "خیابان ۴۴" |
| ۲۰۱۳ تا ۲۰۱۵ | هانیبال   | هانیبال لکتر | ۳۹ قسمت           |

### بازی‌های ویدئویی
| سال  | عنوان            | نقش          | توضیحات        |
| ---- | ---------------- | ------------ | -------------- |
| ۲۰۰۸ | ۰۰۷: ذره‌ای آرامش | لا شیفره     | صداپیشه        |
| ۲۰۱۹ | دث استرندینگ     | کلیفورد آنگر | صدا و موشن‌کپچر |

### موزیک ویدئو
| سال  | هنرمند    | عنوان                       | نقش          |
| ---- | --------- | --------------------------- | ------------ |
| ۲۰۰۹ | یوکرن     | «بگو آره»                   | نقش اصلی مرد |
| ۲۰۱۱ | سولستافیر | «شَـمّاس»                     | مرد وایکینگ  |
| ۲۰۱۵ | ریانا     | «پتیاره بهتره پولمو پس بدی» | حسابدار      |

## جوایز
| سال  | فیلم                                                     | جایزه                                                            | نتیجه    |
| ---- | -------------------------------------------------------- | ---------------------------------------------------------------- | -------- |
| ۲۰۰۱ | کوتاه و بلند                                             | جایزه زولو برای بهترین بازیگر                                    | پیروز    |
| ۲۰۰۲ | تا ابد عاشقت هستم                                        | جایزه جشنواره بین‌المللی فیلم روئن نوردیس برای بهترین بازیگر      | پیروز    |
| ۲۰۰۲ | تا ابد عاشقت هستم                                        | جوایز بودیل برای بهترین بازیگر                                   | نامزدشده |
| ۲۰۰۲ | تا ابد عاشقت هستم                                        | جایزه جشنواره رابرت برای بهترین بازیگر                           | نامزدشده |
| ۲۰۰۲ | ویلبر می‌خواهد خودش را بکشد                               | جایزه زولو برای بهترین بازیگر نقش مکمل مرد                       | پیروز    |
| ۲۰۰۳ | قصاب‌های سبز                                              | جایزه جشنواره فیلم فانتاسپورتو برای بهترین بازیگر مرد            | پیروز    |
| ۲۰۰۳ | قصاب‌های سبز                                              | جوایز بودیل برای بهترین بازیگر                                   | نامزدشده |
| ۲۰۰۴ | موادفروش ۲                                               | جوایز بودیل برای بهترین بازیگر                                   | پیروز    |
| ۲۰۰۴ | موادفروش ۲                                               | جایزه جشنواره فیلم رابرت برای بهترین بازیگر                      | پیروز    |
| ۲۰۰۴ | موادفروش ۲                                               | جوایز زولو برای بهترین بازیگر                                    | پیروز    |
| ۲۰۰۵ | سیب‌های آدم                                               | جشنواره بین‌المللی فیلم پوچمون برای بهترین بازیگر                 | پیروز    |
| ۲۰۰۵ | سیب‌های آدم                                               | جایزه جشنواره فیلم رابرت برای بهترین بازیگر نقش مکمل مرد         | نامزدشده |
| ۲۰۰۶ | بعد از عروسی                                             | جشنواره بین‌المللی فیلم پام اسپرینگز برای بهترین بازیگر           | پیروز    |
| ۲۰۰۶ | بعد از عروسی                                             | جایزه فیلم اروپا بهترین بازیگر نقش اول مرد                       | نامزدشده |
| ۲۰۰۶ | بعد از عروسی                                             | جایزه جشنواره فیلم رابرت برای بهترین بازیگر                      | نامزدشده |
| ۲۰۰۶ | پراگ                                                     | جایزه زولو برای بهترین بازیگر مرد                                | پیروز    |
| ۲۰۰۶ | پراگ                                                     | جایزه بودیل برای بهترین بازیگر مرد                               | نامزدشده |
| ۲۰۰۶ | پراگ                                                     | جایزه جشنواره فیلم رابرت برای بهترین بازیگر                      | نامزدشده |
| ۲۰۰۸ | شعله و لیمو                                              | جایزه فیلم اروپا بهترین بازیگر نقش اول مرد                       | نامزدشده |
| ۲۰۰۸ | شعله و لیمو                                              | جایزه جشنواره فیلم رابرت برای بهترین بازیگر                      | نامزدشده |
| ۲۰۰۹ | خیزش والهالا                                             | جایزه جشنواره فیلم رابرت برای بهترین بازیگر                      | نامزدشده |
| ۲۰۱۱ | جایزهٔ آکادمی فیلم اروپا بابت دستاورد هنری در سینمای جهان | N/A                                                              | برنده    |
| ۲۰۱۲ | یک رابطه سلطنتی                                          | جوایز بودیل برای بهترین بازیگر مرد                               | نامزدشده |
| ۲۰۱۲ | یک رابطه سلطنتی                                          | جایزه جشنواره فیلم رابرت برای بهترین بازیگر مرد                  | نامزدشده |
| ۲۰۱۲ | شکار                                                     | جوایز بودیل برای بهترین بازیگر مرد                               | پیروز    |
| ۲۰۱۲ | شکار                                                     | جایزه جشنواره کن بهترین بازیگر مرد                               | پیروز    |
| ۲۰۱۲ | شکار                                                     | جایزه جشنواره بین‌المللی فیلم پام اسپرینگز برای بهترین بازیگر مرد | پیروز    |
| ۲۰۱۲ | شکار                                                     | جایزه جشنواره رابرت برای بهترین بازیگر مرد                       | پیروز    |
| ۲۰۱۲ | شکار                                                     | جایزه زولو برای بهترین بازیگر مرد                                | پیروز    |
| ۲۰۱۲ | شکار                                                     | جایزهٔ انجمن بین‌المللی سینمادوستان                                | نامزدشده |
| ۲۰۱۲ | شکار                                                     | نظرسنجی آنلاین منتقدان بین‌المللی فیلم برای بهترین بازیگر مرد     | نامزدشده |
| ۲۰۱۲ | شکار                                                     | جایزه فیلم اروپا بهترین بازیگر نقش اول مرد                       | نامزدشده |
| ۲۰۱۲ | شکار                                                     | دایره منتقدان فیلم لندن برای بهترین بازیگر سال                   | نامزدشده |
| ۲۰۱۲ | شکار                                                     | جایزهٔ انجمن آنلاین منتقدان فیلم برای بهترین بازیگر مرد           | نامزدشده |
| ۲۰۱۳ | دوران قیام: افسانه مایکل کولهاس                          | جایزه سزار بهترین بازیگر مرد                                     | نامزدشده |
| ۲۰۱۳ | هانیبال                                                  | جایزه ساترن بهترین بازیگر مرد تلویزیونی                          | پیروز    |
| ۲۰۱۵ | انسان و مرغ                                              | جایزه ساترن بهترین بازیگر مرد تلویزیونی                          | نامزدشده |
| ۲۰۱۵ | انسان و مرغ                                              | جایزهٔ اره برقی فانگوریا برای بهترین بازیگر مرد تلویزیونی         | نامزدشده |
| ۲۰۱۶ | دکتر استرنج                                              | جایزه زولو برای بهترین بازیگر مرد                                | پیروز    |
| ۲۰۱۸ | جایزه لائوریتزن                                          | N/A                                                              | برنده    |
| ۲۰۱۹ | دث استرندینگ                                             | جایزهٔ بهترین اجرا در یک بازی ویدئویی                             | برنده    |
| ۲۰۲۰ | یک دور دیگر                                              | صدف نقره‌ای بهترین بازیگر مرد در جشنواره بین‌المللی فیلم سن‌سباستین | برنده    |
| ۲۰۲۰ | یک دور دیگر                                              | جایزه فیلم اروپا بهترین بازیگر نقش اول مرد                       | برنده    |
| ۲۰۲۰ | یک دور دیگر                                              | جایزه بهترین بازیگر مرد جشنواره فیلم بفتا                        | نامزدشده |